# 史璧琦
史璧琦牧師 OBE （Geffeory Lowery Speak，1924年10月6日—2000年3月13日）  是英國教育家。史璧琦牧師曾擔任聖保羅書院第九任校長及英童中學的第一位校長。
史璧琦牧師畢業於劍橋大學塞爾溫學院(Selwyn College, Cambridge)。1953年至1958年，在聖保羅書院擔任老師，1958年至1968年，他在聖保羅書院當了八年校長。史璧琦見證聖保羅從幾百個學生到二千個學生，八年之間學生增幅近三倍，他亦見證於般咸道重建的聖保羅書院，學校新校舍不斷興建。他於1967年7月辭去聖保羅書院校長的職務，獲政府許可成為英童中學的首任校長。韋爾思先生擔任聖保羅書院代校長，1969年夏永豪先生接任聖保羅書院第十任校長。
1967年至1971年，史璧琦管理港島中學期間，是一個相當不吉利的時間。在1967年的中國文化大革命下，香港發生六七暴動。史璧琦牧師在港島中學建立社制制度，其定下的制度仍然屹立至今。
史璧琦牧師於1984年退休，卸下英基秘書和之後返回英國。